# Championnats du monde d'escrime 2006
Navigation
Édition précédente Édition suivante
Les championnats du monde d'escrime 2006 se sont déroulés du 30 septembre au 7 octobre à Turin en Italie. 
La vidéo a fait son apparition pour les épreuves de fleuret et de sabre et permet aux tireurs de réclamer une vérification d'arbitrage.
Les championnats du monde d'escrime en fauteuil roulant 2006 se sont également tenus durant cette compétition.

## Médaillés
| Épreuves           | Or                                                                            | Argent                                                                                    | Bronze                                                                                |
| ------------------ | ----------------------------------------------------------------------------- | ----------------------------------------------------------------------------------------- | ------------------------------------------------------------------------------------- |
| Épée               |                                                                               |                                                                                           |                                                                                       |
| Hommes individuel  | Wang Lei                                                                      | Joaquim Videira                                                                           | Sven Järve Igor Tikhomirov                                                            |
| Hommes par équipes | France- Erik Boisse - Gauthier Grumier - Fabrice Jeannet - Ullrich Robeiri    | Espagne- José Luis Abajo - Ignacio Canto - Juan Castaneda - Eduardo Sepulveda Puerto      | Ukraine- Dmytro Chumak - Dmytro Karyuchenko - Maksym Khvorost - Bohdan Nikishyn       |
| Femmes individuel  | Timea Nagy                                                                    | Irina Embrich                                                                             | Laura Flessel Emese Szász                                                             |
| Femmes par équipes | Chine- Li Na - Luo Xiaojuan - Zhang Li - Zhong Weiping                        | France- Laura Flessel - Maureen Nisima - Marysa Baradji-Duchêne - Hajnalka Kiraly         | Allemagne- Claudia Bokel - Imke Duplitzer - Britta Heidemann - Marijana Markovic      |
| Fleuret            |                                                                               |                                                                                           |                                                                                       |
| Hommes individuel  | Peter Joppich                                                                 | Andrea Baldini                                                                            | Stefano Barrera Lei Sheng                                                             |
| Hommes par équipes | France- Erwann Le Péchoux - Loïc Attely - Marcel Marcilloux - Nicolas Beaudan | Allemagne- Peter Joppich - Benjamin Kleibrink - Richard Breutner - Dominik Behr           | Italie- Salvatore Sanzo - Andrea Baldini - Andrea Cassarà - Simone Vanni              |
| Femmes individuel  | Margherita Granbassi                                                          | Valentina Vezzali                                                                         | Giovanna Trillini Aida Mohamed                                                        |
| Femmes par équipes | Russie- Svetlana Boiko - Aida Shanayeva - Julia Khakimova - Ianna Rouzavina   | Italie- Elisa Di Francisca - Margherita Granbassi - Giovanna Trillini - Valentina Vezzali | Corée du Sud- Jeon Hee-sook - Jung Gil-Ok - Nam Hyun-Hee - Seo Mi-Jung                |
| Sabre              |                                                                               |                                                                                           |                                                                                       |
| Hommes individuel  | Stanislav Pozdniakov                                                          | Zsolt Nemcsik                                                                             | Aleksey Frosin Won Woo-Young                                                          |
| Hommes par équipes | France- Julien Pillet - Boris Sanson - Nicolas Lopez - Vincent Anstett        | Ukraine- Dmytro Boyko - Volodymyr Lukashenko - Oleh Shturbabin - Vladyslav Tretyak        | Russie- Aleksey Frosin - Nikolay Kovalev - Stanislav Pozdniakov - Aleksey Yakimenko   |
| Femmes individuel  | Rebecca Ward                                                                  | Mariel Zagunis                                                                            | Kim Hye-lim Sada Jacobson                                                             |
| Femmes par équipes | France- Anne-Lise Touya - Léonore Perrus - Cécile Argiolas - Solenne Mary     | États-Unis- Rebecca Ward - Mariel Zagunis - Sada Jacobson - Caitlin Thompson              | Russie- Ekaterina Diatchenko - Ekaterina Fedorkina - Elena Netchaeva - Sofia Velikaïa |

## Tableau des médailles
| Rang | Nation       | Or | Argent | Bronze | Total |
| ---- | ------------ | -- | ------ | ------ | ----- |
| 1    | France       | 4  | 1      | 1      | 6     |
| 2    | Russie       | 2  | 0      | 3      | 5     |
| 3    | Chine        | 2  | 0      | 1      | 3     |
| 4    | Italie       | 1  | 3      | 3      | 7     |
| 5    | États-Unis   | 1  | 2      | 1      | 4     |
| 6    | Hongrie      | 1  | 1      | 2      | 4     |
| 7    | Allemagne    | 1  | 1      | 1      | 3     |
| 8    | Ukraine      | 0  | 1      | 1      | 2     |
| .    | Estonie      | 0  | 1      | 1      | 2     |
| 10   | Espagne      | 0  | 1      | 0      | 1     |
| .    | Portugal     | 0  | 1      | 0      | 1     |
| 12   | Corée du Sud | 0  | 0      | 3      | 3     |
| 13   | Canada       | 0  | 0      | 1      | 1     |